# Língua natchez
Natchez É a linguagem ancestral do povo Natchez que historicamente habitou Mississippi e Louisiana, e que agora vivem principalmente entre os Creek e os Cherokees em Oklahoma. A linguagem é considerada como não relacionada com outras línguas ameríndias ou distantemente relacionada às línguas Muskogeanas.

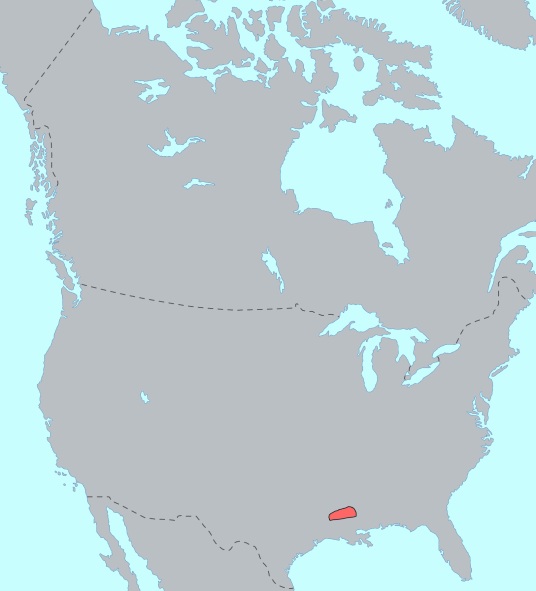
Área dos Natchez antes dos europeus

A fonologia da língua de Natchez é atípica ao ter uma distinção de voz em suas sonorantes, mas não nas suas obstruentes; Também possui uma ampla gama de processos morfofomêmicos. Morfológicamente, tem inflexão verbal complexa e uma inflexão nominal relativamente simples (corpo ergativo em substantivos em cláusulas transitivas) e sua sintaxe é caracterizada por alinhamento ativo-estativo e rordem das palavras Sujeito-Objeto-Verbo ordem das palavras (ou mais precisamente Agente-Objeto-Verbo). Os contadores de histórias dos Natchez usaram um registro, "discurso canibal", ao representar os canibais, personagem recorrente na literatura oral de Natchez.
A principal sede tribal Natchez foi destruída na década de 1730 pelos franceses; Os falantes de Natchez se refugiaram entre seus vizinhos e os acompanharam quando foram levados para Oklahoma na chamada “trilha de lágrimas”. Essa história significou que os falantes do Natchez foram se tornado multilingues em Creek, Cherokee, Natchez e Inglês, e a linguagem gradualmente se tornou em perigo de desaparecimento, e agora é geralmente considerada extinta, apesar dos recentes esforços de revitalização. O que é conhecido do idioma vem principalmente de seus últimos falantes fluentes, Watt Sam e Nancy Raven, que trabalharam com a linguista Mary R. Haas na década de 1930. A nação Natchez agora está trabalhando para revivê-la como uma língua falada. A partir de 2011, os linguistas de campo da comunidade estavam sendo treinados em técnicas de documentação e seis membros da tribo Natchez, dentre 10 mil da etnia em Oklahoma agora falam a língua.

## Classificação
| Creek              | fayhn-      | "fluxo"      |
| Koasati            | ho-fahna    | "fluir"      |
| Proto-Muskogeana   | *xʷaxna     |              |
| Natchez            | waːn̥-haːʔiʃ | "estravazar" |
| Pre-Natchez        | *wanxa      |              |
| Natchez-Muskogeana | *xʷanaxa    | "fluir"      |

O  Natchez geralmente é considerada uma língua isolada.  Mary Haas estudou a língua com Sam e Raven na década de 1930, e postulou que o Natchez estava distantemente relacionado às línguas Muskogean (Haas – 1956) uma hipótese também aceita por Geoffrey Kimball (2005), algo já proposto inicialmente por JR Swanton em 1924.
Em 1941, Haas também propôs o agrupamento de Natchez com as línguas Atakapa, Chitimacha e Tunica em uma família de idiomas a serem chamados de línguas do Golfo.  Essa proposta não foi amplamente aceita pelos linguistas.

## História
Os Natchez viviam historicamente no baixo vale do Mississippi. Os ancestrais dos Natchez são considerados a cultura da Plaquemina, tornando o Natchez o último grupo sobrevivente da histórica e dominante cultura mississipiana. As primeiras menções em fontes históricas vêm dos franceses que colonizaram o Vale do Mississippi por volta de 1700, quando os Natchez estavam centrados em torno da Grande Aldeia Natchez perto da atual Natchez (Mississippi). Os franceses e os Natchez foram aliados inicialmente, mas as hostilidades gradualmente começaram a surgir quando os colonos invadiram as terras dos nativos. As primeiras fontes para a língua Natchez são as crônicas de Antoine-Simon Le Page du Pratz, um colonizador francês que vivia entre os Natchez e aprendeu sua língua. Suas crônicas contêm exemplos da língua Natchez como era falada no início dos anos 1700. Em 1729, a revolta dos Natchez massacrou a colônia francesa de Fort Rosalie e os franceses retaliaram destruindo todas as aldeias de Natchez. Os Natchez restantes fugiram em bandas dispersas para viver entre os Chickasaws, Creeks e Cherokees, a quem seguiram na chamada Trilha das Lágrimas quando as políticas de remoção dos indígenas de meados do século XIX os obrigaram a se mudar para Oklahoma. Em Oklahoma, a língua foi falada principalmente em Abihka e Notchietown. A maioria dos falantes Natchez eram multilíngües, falando também as línguas Cherokee e Creek, e, como tradicionalmente, a língua Natchez era passada matrilinealmente, isso levou a uma diminuição nos falantes Natchez, quando falantes Natchez, Muscogee e Cherokee se casaram.
Em 1907, quando o antropólogo John R. Swanton visitou os Natchez, faltavam sete falantes fluentes, mas na década de 1930, quando a linguista Mary R. Haas realizou seu trabalho de campo, havia apenas dois: Watt Sam](1876 - 1944) e Nancy Raven (1872-1957). Em 1931, o antropólogo Victor Riste fez várias gravações em cilindro fonográfico de Watt Sam falando a língua, as quais foram redescobertas posteriormente na Universidade de Chicago na década de 1970 pelo sobrinho de Watt Sam, Archie Sam e o linguista Charles Van Tuyl. Essas são as únicas gravações conhecidas de Natchez. Um dos cilindros agora está na [biblioteca de Voz da Universidade de Michigan.
Natchez é muito pouco estudado, além do trabalho de Swanton e Haas e as primeiras menções dos cronistas franceses, Natchez foi discutido por [Daniel Garrison Brinton]] que publicou um artigo "Sobre a linguagem dos Natchez" em 1873, o qual é brevemente mencionado por Albert Gallatin e Albert Pike (2005). Um vocabulário compilado com base nas fontes francesas foi pblicado por Charles van Tuyl em 1979. No início do século XXI, o lingüista Geoffrey Kimball realizou o trabalho linguístico, que trabalhou com base nas notas de Haas e nos manuscritos não publicados.

## Fonologia
Natchez tem um inventário de consoantes relativamente simples. Mas destaca-se por ter uma distinção Tênue-Forte nas suas sonorantes, mas não nas obstruentes, algo oposto à maioria das línguas do mundo.

### Consoantes
|             | Bilabial | Alveolar | Palatal | Velar | Labiovelar | Glotal |
| ----------- | -------- | -------- | ------- | ----- | ---------- | ------ |
| Oclusiva    | p        | t        |         | k     | kʷ         | ʔ      |
| Africada    |          | ts       |         |       |            |        |
| Fricativa   |          |          | ʃ       |       |            | h      |
| Nasal       | m̥ m      | n̥ n      |         |       |            |        |
| Aproximante |          | l̥ l      | j̊ j     |       | w̥ w        |        |

### Vogais
Eram seis as vogais,  /i e a ə o u/ com distinção de extensão. Kimball (2005) trata o comprimento da vogal como um fonema separado porque pode representar um diferente morfema, e porque pode ocorrer o como raiz inicialmente e separar-se da vogal alongada. A sexta vogal, schwa é uma vogal de harmonização pronunciada da mesma forma que a vogal na sílaba precedente. A pronuncia Natchez tem vogais nasais, mas elas não são fonêmicas e são originárias de uma palavra anterior de final / -n /.
A acentuação tônica em Natchez baseia-se no tom e não na força da sílaba, que cai previsivelmente na penúltima sílaba, se contiver uma vogal longa, de outra forma na ante-penúltima. As vogais curtas acentuadas são pronunciadas com tom mais alto, as vogais longas acentuadas são pronunciadas com aumento do tom, as vogais não acentuadas têm tom intermediário e certas formas, como nos modos Imperativo e Interrogativo, tem tom descendente.

## Sintaxe
As ordens dos componentes mais comuns são "Sujeito-Verbo" (para verbos intransitivos) e "Agente-Verbo" (para verbos transitivos), "Objeto Direto-Verbo" e "Agente-Objeto.Direto-Verbo. Mas a ordem" Objeto.Direto -Agente-Verbo" também ocorre em construções com foco de objeto. Agente-Verbo- Objet.Direto, uma construção com foco no verbo, também ocorre, embora com pouca frequência.

#### Verbos estativos
Os verbos estativos são verbos que não implicam controle voluntário da ação por seu sujeito. Eles tendem a ser intransitivos e o assunto tende a ser marcado pelo caso absolutivo. Um grupo de verbos estativos, chamados "verbos impessoais diretos" por Haas, usa os prefixos de objeto para marcar o sujeito, e outro grupo, "verbos impessoais indiretos", usam os prefixos que de outra forma são usados para se referir a objetos indiretos ou benefetivos. Existem alguns verbos estativos transitivos, como o verbo dependente  ʔim̥-, para estar cansado de algo ".

### Verbos
O verbo Natchez é altamente complexo e tem a seguinte estrutura morfológica:
Pre-verbo-diminutivo.sujeito-aspecto-dual.sujeito-paciente-paciente.tipo-plural.sujeito -  'Raiz'  – dativo.objeto-dativo-novo-tópico-modal.sufixos-pos-verbos

#### Pré-verbos
A classe morfológica de pré-verbos expressa distinções temporais (futuro, passado, mais que perfeito), bem como informações abilitativas, direcionais e locativas, e também incorpora substantivos. Por exemplo, a seguinte forma de verbo tem doiss pré-verbos antes do verbo raiz, nok "poder", kin "algo":
nokkinhanta:wã:
nok-kin-han-ta-w-a:-~
pode-algo-fazer-i-incompletivo-terminação fraseal
"Eu posso fazer"

#### Prefixos de sujeitos
Um conjunto de prefixos usados simultaneamente codifica a pessoa do sujeito intransitivo e da informação temporal, modal e epistêmica. Os prefixos ocorrem em duas formas com a vogal  a  ou a vogal  e , e alguns verbos tomam as formas e outras formas com  e  eletrônicas. A Tabela 3 fornece os prefixos de sujeito para as formas indefinidas e para o tempo presente. Outros conjuntos são formas passadas, optativas, participativas e “ouvirdizer”. Isso dá o seguinte tipo de inflexão de verbos intransitivos.
| tempo/modo/pessoa | A-conj. | E-conj. |
| ----------------- | ------- | ------- |
| Indefinido        | ha-     | he-     |
| 1º Presente       | ta-     | te-     |
| 2º Presente       | pan-    | pen     |
| 3º Presente       | na-     | ne-     |

ha-hkuʃi-ʔiʃ "beber
ta-hkuʃãː "eu bebo"
pana-hkuʃãː "você bebe"
na-hkuʃãː "ele/ela bebe"
As formas passadas e optativas são formadas usando seus respectivos conjuntos de prefixos sujeitos (passado 1ª pessoa  ya- / ye- , 2ª pessoa pessoa  pu- / pi- , 3ª pessoa ʔi-; optativo: 1ª pessoa ʔa-/ʔe-, 2ª pessoa paː-/peː-, 3ª pessoa ʔaː-/ʔeː-).
ya-hkuʃãː "eu bebi"
pu-hkuʃãː "você bebeu"
ʔi-hkuʃãː " ele/ela bebeu"
O dual é formado pela adição do prefixo  tani- / teni-  e o plural com o prefixo  pi- :
ta-pani-hkuʃãː "nós (dois) bebemos"
ta-pi-hkuʃãː "nós bebemos"
Formas de Particípio tomam o prefixo ʔi-:
ʔi-hkuʃi "bebendo, bêbedo"

#### Afixos de aspecto
Existem três sufixos de aspecto, -  n  - imperfeito (só usado com prefixo de “ouvir dizer”) e  -  ʃə -  mais que perfeito,   -  ʃen -  "deveria" (denotativo). Um prefixo mais detalhado requer o pré-verbo -  ka  -. O afixo "denotativo" requer o uso do pré-verbo  yaː-  e a forma do verbo no presente.
Um exemplo do uso de afixos de aspecto é:
ʔok-ʃe-n-ʃku-k 
aderir, ser leal-ouvir dizer-imperfeito-auxiliar-conectivo
"ele estava sendo leal consigo próprio (diz-se)"

#### Objetos
Os objetos diretos e indiretos são marcados no verbo com uma série de afixos que precedem imediatamente a raiz. O afixo de objeto da primeira pessoa  -n - / - ni- ; da segunda pessoa  -p - / - pi-  da terceira pessoa ou Ø ou ī. O afixo marca apenas a pessoa, não para o número do objeto. Em verbos independentes, o objeto plural é marcado com o afixo -   ːpi  -, em verbos dependentes, um objeto plural é marcado por uma alteração na forma de raiz. Um afixo -  li  - indica um objeto diminutivo.
Este é um exemplo do uso do prefixo do objeto (objeto afixado em negrito):
  taː-ʔa -  'ni'  - l-k 
Kill -  3ª pessoa optativa -  '1ª pessoa objetoo'  - auxiliar-conectivo
"Deixe-a matar-me e ..."
Objetos dativos são marcados com um sufixo que segue imediatamente a raiz do verbo, e que sempre é seguido por um sufixo dativo -  ʃi . À medida que o outro afixo é usado no objeto, este marca apenas a pessoa sem número. Os sufixos do dativo são: Primeira pessoa: -  (i) t  -; Segunda pessoa -  p (i)  -; Terceira pessoa -Ø-. Combinados com o sufixo dativo, eles tomam a seguinte forma: primeiro:  - Predefinição:Ipa - / -  it͡si = , segundo: -   pʃi - / -  piʃi  -, third -   ʃi  - Um exemplo de texto com os sufixos dativos em negrito é:
  maː-leːheːpaːl  ' it͡s'   ṵ 
 maː-leːheː-paː-l -  'it -  ʃi'  - u- ~
 futuro - deixe.  plural / plural.optative-auxiliar-1ª pessoa dativa-dativo-terminação modal-terminação frasal
"Você vai deixá-lo aqui para nós"
Aqui, o objeto dativo plural é implícito pela forma plural da raiz do verbo.

#### Sufixos modais
Existem cerca de 20 sufixos diferentes com significados de modificações verbais (incluindo informações sobre o tempo e o aspecto), como interrogativo, diminutivo, foco, negativo, complementar, habitual, "mas", "quando", "e" (conectivo), futuro " Ainda "," continue "," pode ". Etc.

### Verbos dependentes
Os verbos dependentes são formados pelo prefixo da raiz do verbo dependente para um dos cerca de 40 elementos auxiliares diferentes. Cada elemento auxiliar tem um significado vago, mas alguns têm significados como "transitivo"   -halʔiʃ , 'recíproco'   -hetahnuːiʔʃ , 'intransitivo'   -hakiʔiʃ , "ação involuntária"   -hektiʔiʃ .
  taːhalʔiʃ 
  taː-halʔiʃ 
Ficar bêbado -  auxiliar
"Ele fica bêbado"
Os verbos dependem de inflexão apenas para a pluralização, mas fazem-no de maneiras complexas. O raiz pode reduzir para marcar um sujeito singular e um objeto plural ou uma ação repetida por sujeito singular, pode adicionar o sufixo -  ə - para marcar um sujeito e um objeto ou ação singular por sujeito plural e -  əːhəː - para marcar um sujeito plural com um objeto plural.
  taː  'taː'  halʔiʃ 
  taː -  'taː'  - halʔiʃ 
Get.drunk -   'reduplication'  - auxiliar
"Ele fica bebido repetidamente"
  taː  'haː'  halʔiʃ 
  taː  '- əːhəː'  - halʔiʃ 
Get.drunk -  plural.sujeito-auxiliar
"Eles ficam bêbados"

### Morfologia nominal
A morfologia do substantivo é inteiramente por sufixos e o complexo nominal possui a seguinte estrutura:
Raiz-diminutivo-aumentativo-possessivo-verbal diminutivo-modificador-ergativo-artigo-case

#### Diminutivos
O diminutivo é formado pela adição do sufixo -ːnuh-/-iːnuh-.
naːʃt͡seh "Natchez adulto"
naːʃt͡senuh "Natchez criança"2005|p=426}}

#### Posse
A posse é marcada com um sufixo que concorda com o possuidor. Os sufixos possessivos singulares são: Primeira pessoa -   niʃ  "meu"; Segunda pessoa -   piʃ  "seu"; E terceira pessoa ' (ʔ) iʃ' '"his / her / its".
 Kitah  'amigo'
  kitahniʃ  "meu amigo"
  kitahpiʃ  "seu amigo"
  kitahiʃ  "seu amigo"
Os possessores plurais e duplos são formados usando uma cláusula relativa restritiva com o verbo  haːʃiʔiʃ 'para existir para alguém (ter) ".
  kitah nataniːt͡siya  Lit. "O amigo que existe para nós dois" / "Nosso amigo (dual)"
  kitah napiːʃiya  Lit. "O amigo que existe para eles" / "seu amigo (pl.)".

#### Ergativo/Absolutivo
O caso ergativo/instrumental, usado para marcar os agentes de verbos transitivos (bem como instrumentos e alguns locativos), é marcado por um sufixo com a forma -t͡s/-it͡s.
ʔakʷenuht͡sa hokʃaɬ
ʔakʷenuh-t͡sa hok-ʃa-ɬ
opossum-ergativo-artigo pela-ouvir dizer-auxiliar-conectivo
"opossum esfolou ele e..."

#### Modificadores
Há uma série de sufixos de modificação de substância, como o decessivo (usado para se referir a pessoas falecidas, ou pessoas que se transformaram em outra coisa), o comparativo e o "exclusivo" .2005 | pp = 428-9}} O exemplo a seguir Mostra o uso do modificador excessivo com o morfema em negrito.
  tamaːɬ -  'iː'  - ya-n 
Mulher -  decessive-article-absolutive
"A ex-mulher" (sobre uma mulher que foi transformada magicamente em um homem)

### Estilos de discurso

#### Canibal
A literatura oral de Natchez foi documentada por John R. Swanton e Mary Haas, que trabalharam com Watt Sam em 1907 e rm meados da década de 1930, respectivamente. Tradicionalmente, os Natchez tinham certas histórias que só podiam ser contadas durante o inverno, e muitas dessas histórias giravam em torno do tema do canibalismo. Protagonistas em tais histórias eram, canibais, truques canibais, casamentos com filhas de filhas dos canibais, matar canibais e ser comidos por canibais. Nessas histórias, os narradores Natchez empregavam um discurso de registro sociolinguístico especial que personificava personagens canibais. Esses registros era distintos daqueles  do Natchez comum, substituindo vários morfemas e palavras por outros específicos.
| palavra Canibal | Natchez padrão   | significado           |
| --------------- | ---------------- | --------------------- |
| ʔaʃa-hakiʔiš    | pakaʃ-hewʔiʃ     | "uivar (de um lobof)" |
| yaːʃ            | ʔakʷenuh         | "opossum"             |
| waːle-halʔiʃ    | ʔen̥pat͡s-haɬsiʔiʃ | ‘pescar’              |

Neste exemplo, o prefixo optativo padrão -ʔa- é substituído prefixo de registro canibal optativo -ka-
kapiʃkʷãː
ka-pi-ʃkʷ-aː-n
1ª pessoa optativa plural-comer-terminação incompletiva frasal
"Deixem-nos [canibais] comê-lo!" (Kimball – 2012)